# Райнштайн (замок, Рейнланд-Пфальц)
Рейнштейн, или Райнштайн (нем. Rheinstein, букв. «рейнский камень»), до 1829 г. Вайцбург (Vaitzburg) — замок в долине Среднего Рейна, на берегу одноимённой реки (община Трехтингсхаузен земли Рейнланд-Пфальц, Германия). Вся долина признана Всемирным наследием. По своему типу относится к замкам на вершине.

## История
Замок на скале над Рейном построен в начале XIV века. Первоначально назывался Вайцбург (Vaitzburg) или Фаутсбург (Fautsburg). В источниках встречаются и другие варианты написания названия замка.

### Средние века
Раньше считалось, что замок был построен ещё в X веке. Но в настоящее время принято считать датой основания 1316 или 1317 годы. Впервые Райштайн упомянут как собственность Майнцского курфюршества в 1323 году. Вероятно, он был построен при архиепископе Майнца Петере фон Аспельте (1306—1320), чтобы контролировать запрет на восстановление руин замка Райхенштайн, разрушенного в 1286 году королём Рудольфом I Габсбургом и расположенных ниже по течению Рейна (Райхенштайн считался пристанищем разбойников, грабивших купцов).
В 1330 году замок был расширен. Очередная реконструкция, вероятно, произошла в конце XV века, хотя замок потерял своё стратегическое значение ещё в 1344 году.

### Новое время

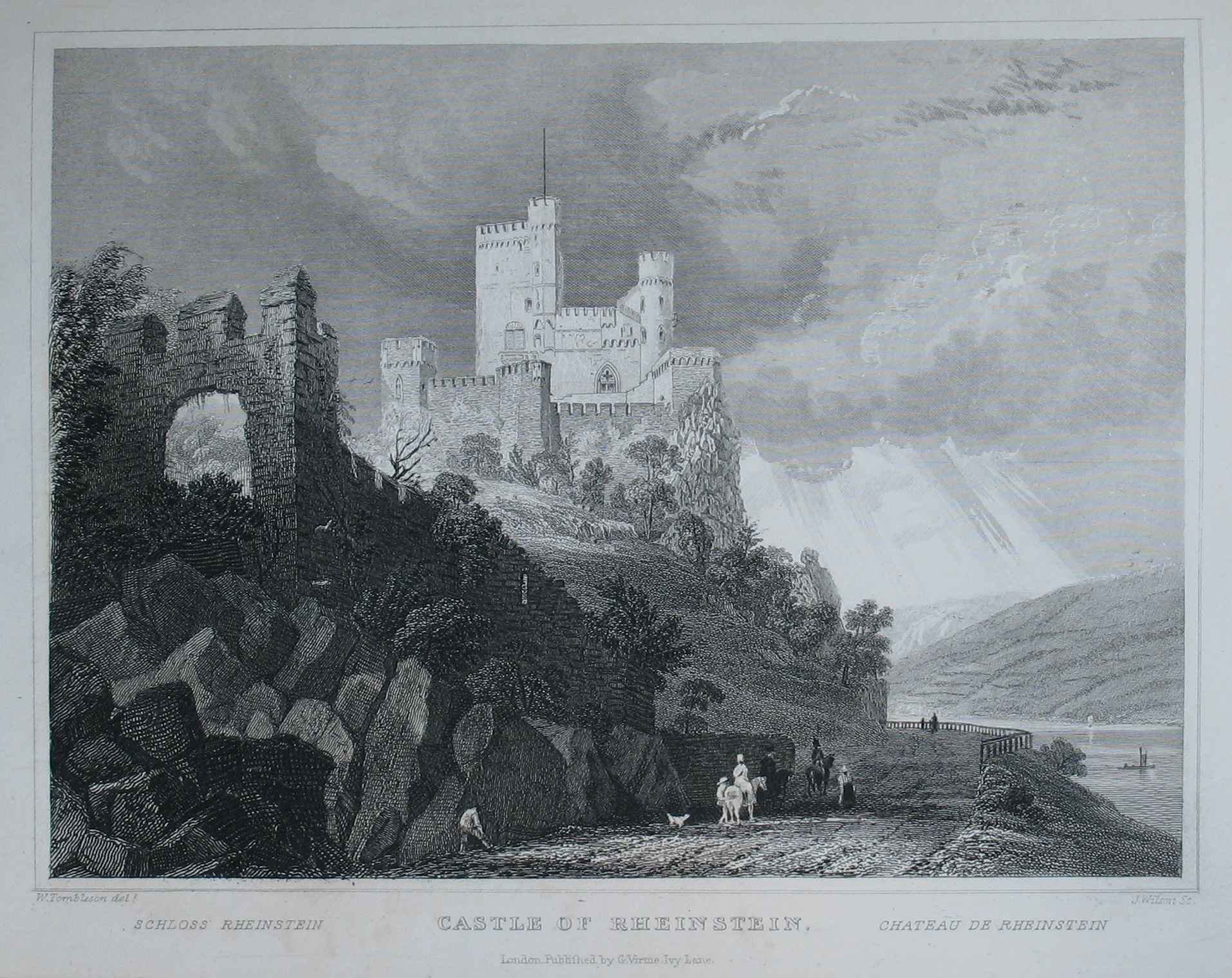
Замок на рисунке 1840 года

В конце XVI века замок сильно обветшал. Во время Войны за Пфальцское наследство Райнштайн уже представлял собой руины.
В 1815 году по итогам Венского конгресса Рейнская провинция перешла под контроль Пруссии. В 1816 году руины замка заинтересовали прусского архитектора Карла Фридриха Шинкеля. Он разработал проект романтического замка. В 1823 году очарованный красотой окружающей местности принц Фридрих Прусский выкупил Райнштайн. Он поручил провести реконструкцию крепости Иоганну Клавдию фон Лассо в 1825 году, а затем его преемнику Вильгельме Куну. Дизайн интерьера разработал архитектор из Дюссельдорфа Антон Шницлер.
Райнштайн стал первым из восстановленных Рейнских замков (Rheinromantik). С завершением работ в 1829 году замок получил новое название.
С 1839 по 1844 год проводилась новая реконструкция. Были построены помещения для гостей и часовня. Шинкель придавал большое значение максимально точному сохранению многих средневековых элементов зданий.
В 1863 году замок перешёл во владение Георга Прусского.
В склепе часовни в 1863 году был похоронен прусский принц Фридрих, в 1882-м его жена принцесса Луиза, а в 1902 году их сын принц Георг.

### XX век
В 1973 году Барбара Ирина, принцесса Прусская, герцогиня Мекленбургская, выставила замок на продажу. При этом она была обманута потенциальным покупателем из Англии, который украл и продал часть предметов интерьера.
В 1975 году замок приобрёл оперный певец Герман Хехер, который потратил значительные средства на реставрацию.

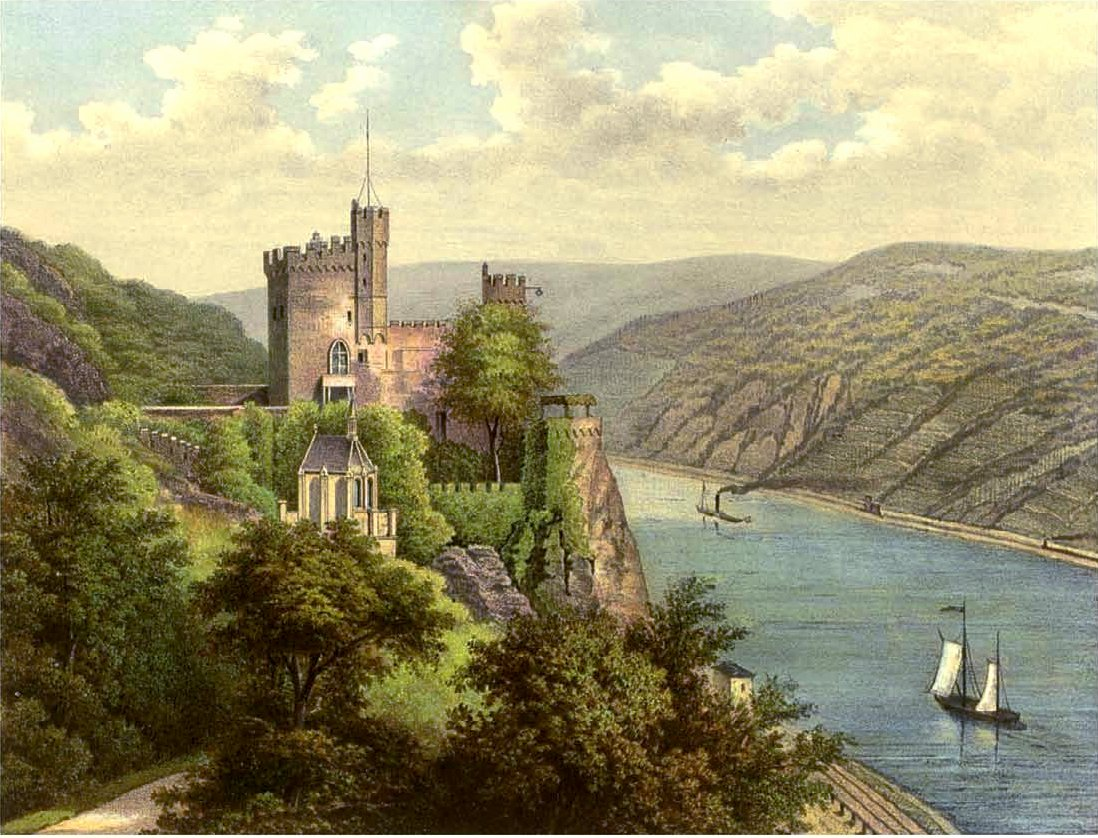
Рисунок замка, исполненный Александром Дункером около 1880 года

## Современное состояние
В настоящее время замок — важная туристическая достопримечательность долины Рейна. В летнее время он открыт для посещения.
Замок Райнштайн — один из участников фестиваля фейерверков «Огни Рейна», который проводится ежегодно. В этом празднике также задействованы замки Клопп, Эренфельс, Райхенштайн и др.

## Известные владельцы замка
- 1323: Матиас фон Бухегг[нем.], архиепископ Майнца
- 1348: Конрад фон Фалькенштейн, проректор Майнца (с 1362 по 1388 годы архиепископ Трирский)
- 1459: курфюрст Дитер фон Изенбург подарил замок Вольперту фон Дресу.
- 1572: Замок был передан Антону фон Вильтбергу. Но он не смог починить строения. Постепенно крепость пришла в упадок.
- 1779: Руины приобрёл Иоганн Якоб фон Колл.
- 1823: 31 марта Фридрих Вильгельм Людвиг, принц Пруссии (племянник короля Фридриха Вильгельма III), купил руины замка.
- 1842: Замок Райнштейн стал любимой резиденцией принца Фридриха. Многие коронованные лица того времени были гостями в замке, в том числе Виктория, королева Англии, Александра Фёдоровна, царица России.
- 1863: Райнштайн унаследовал сын Фридриха принц Георг Прусский.
- 1902: Владельцем замка стал принц Генрих Прусский, брат кайзера Вильгельма II.
- 1929: Владелицей замка стала жена принца Генриха, Ирена Гессен-Дармштадтская.
- 1953: Последней владелицей замка из представителей немецкой знати была прусская принцесса Барбара Ирена, жена Христиана Людвига Мекленбургского.

## Галерея

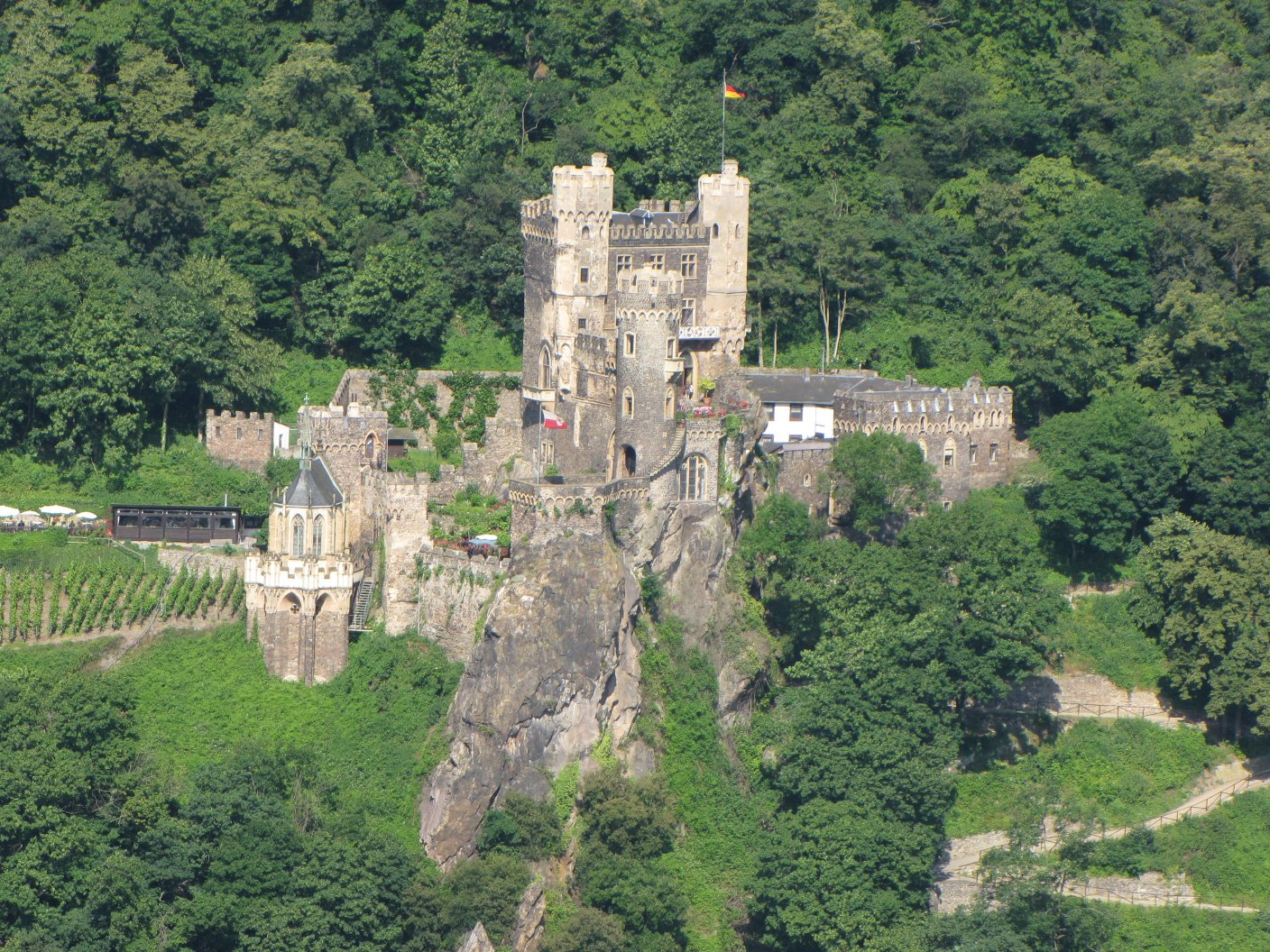
Замок со стороны Рейна
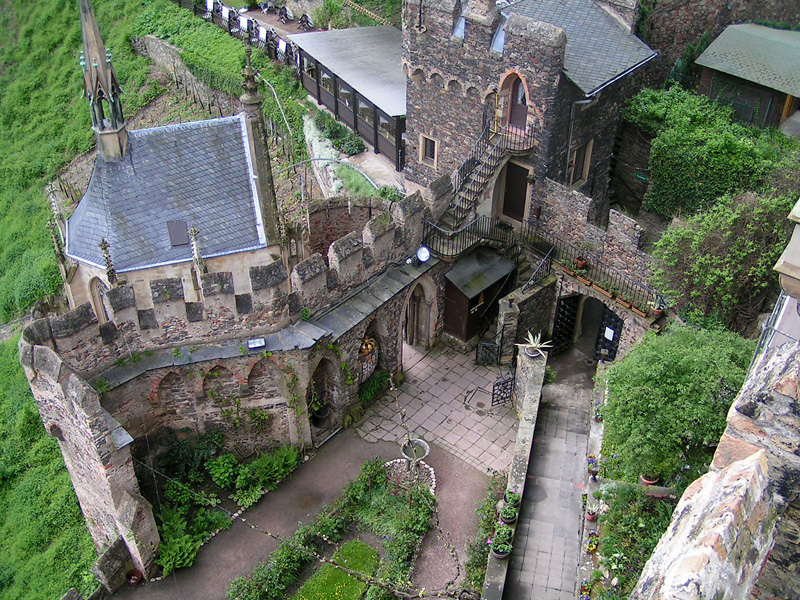
Внутренний двор замка
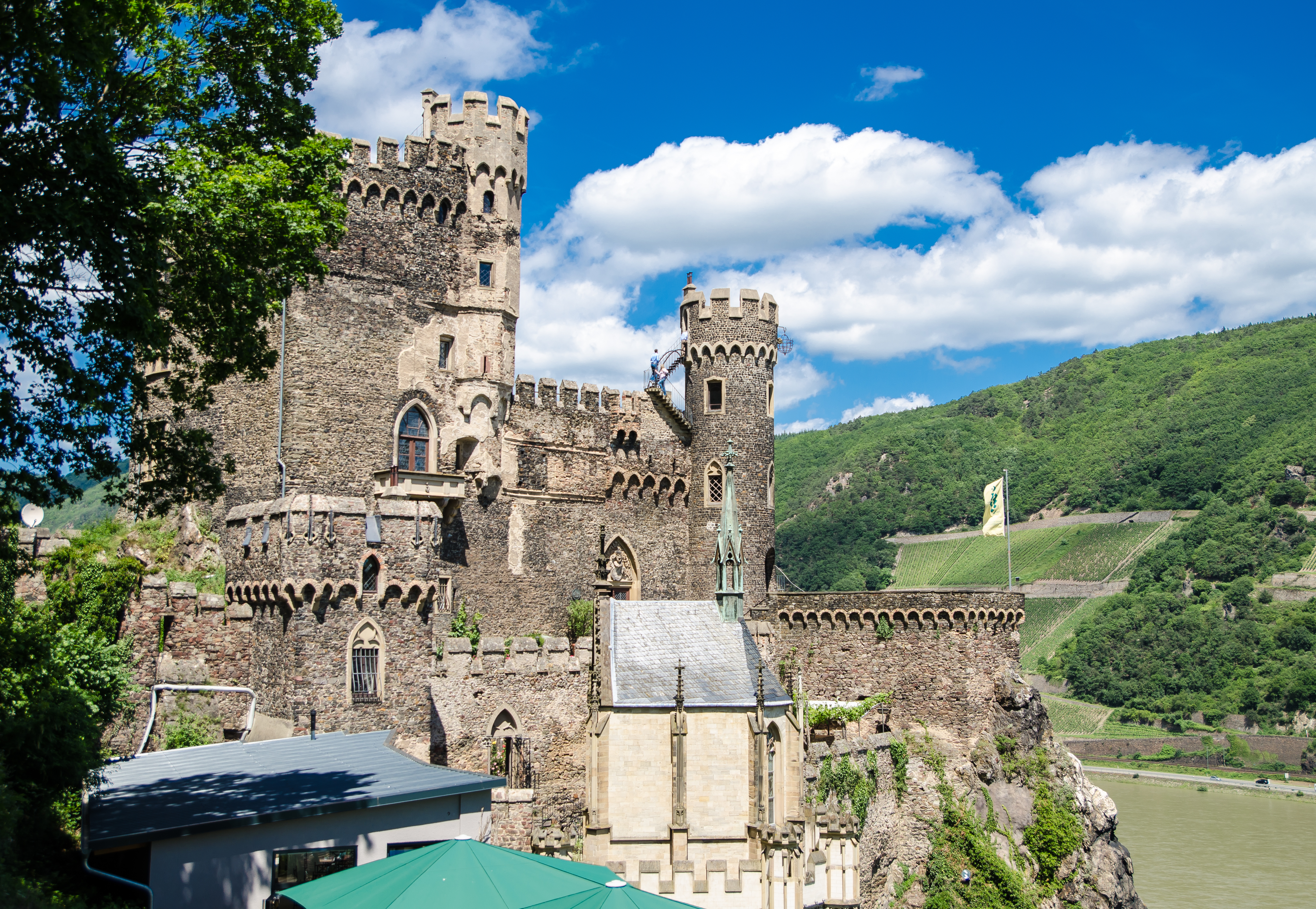
Вид замка с южной стороны
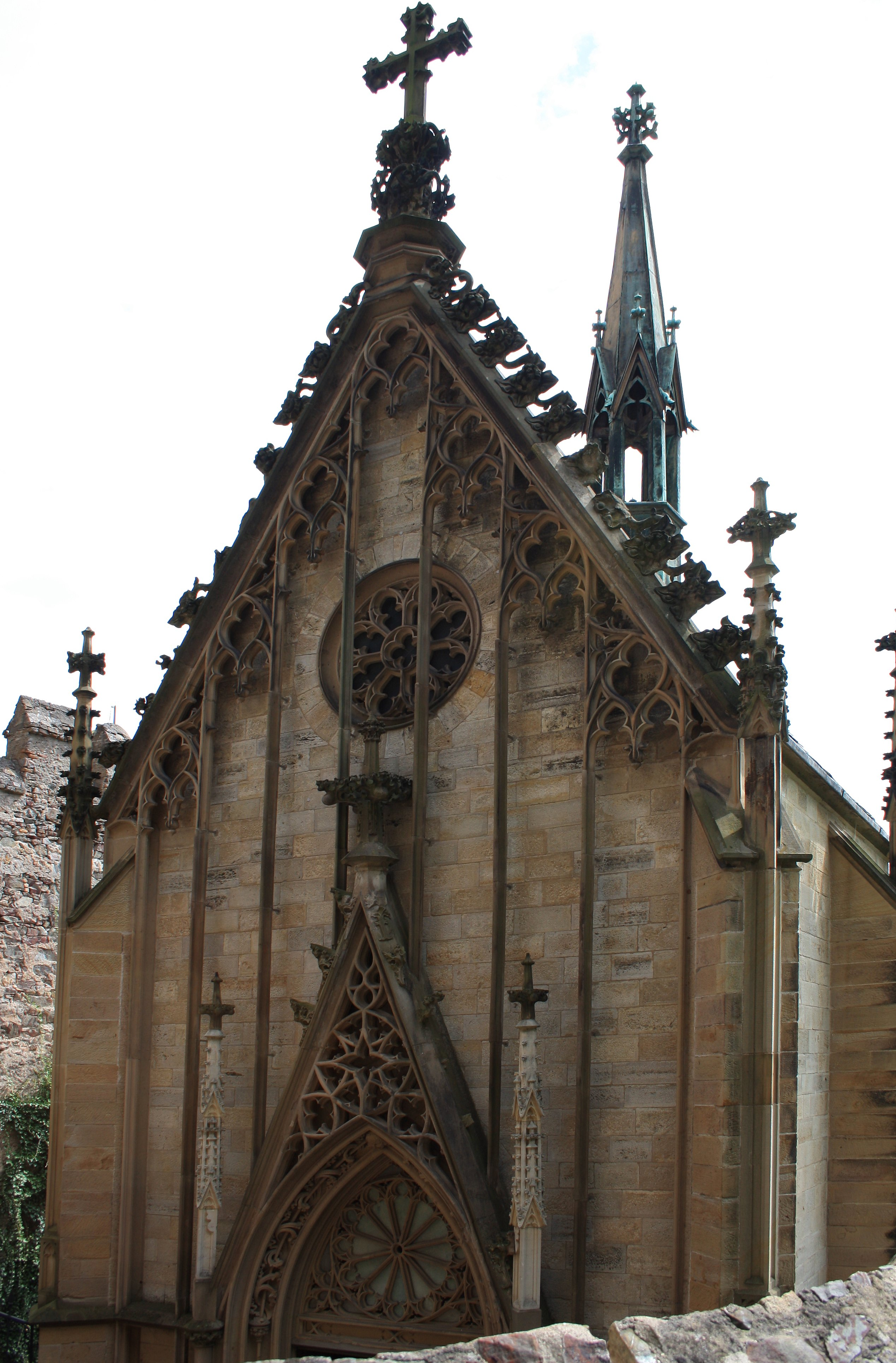
Замковая часовня снаружи
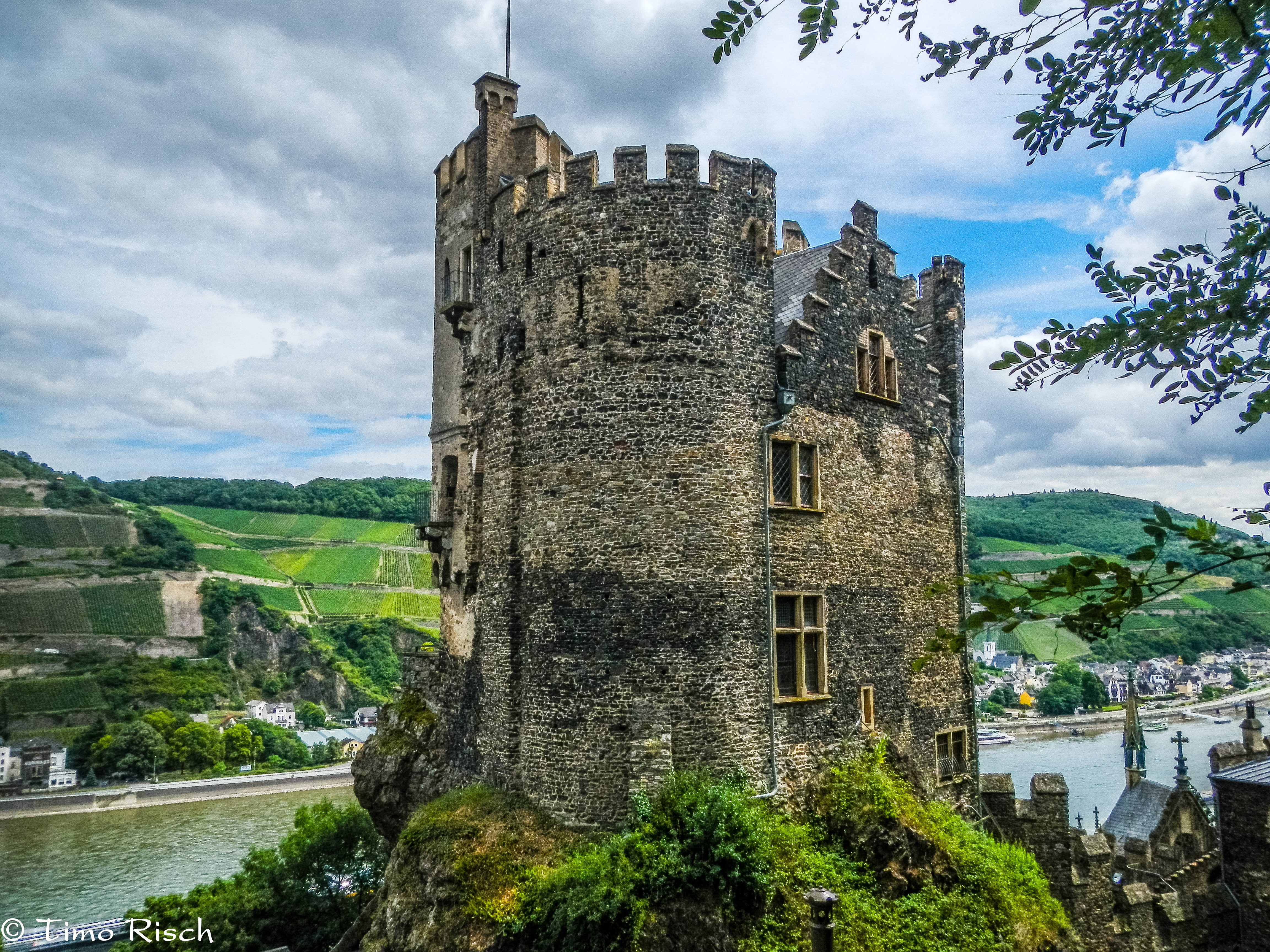
Вида замка с западной стороны